# 自由の女神
自由の女神（じゆうのめがみ）は自由を擬人化した表現の一つ。自由の概念はさまざまな時代に擬人化されてきたが、古典的な女神として表現されることが多い。例として、フランス共和国を象徴するマリアンヌや1793年以降のアメリカ合衆国の硬貨に描かれた自由の女神などがある。これらは、古代ローマの硬貨に描かれたローマ神話の女神リーベルタースのイメージをもとに、ルネッサンス以降に派生したものである。世界各地に自由の女神像が建立されており、1886年にフレデリック・オーギュスト・バルトルディが制作し、フランスからアメリカ合衆国へ贈呈されたニューヨークの自由の女神像は特に有名である。本項目では自由の擬人化に関する歴史についても記述する。

## 古代ローマにおけるリーベルタース
古代ローマの女神リーベルタースは、第二次ポエニ戦争（紀元前218年-201年）の間、ティベリウス・グラックスの父によってローマのアヴェンティーノの丘に建てられた神殿で祀られた。紀元前58年にはプブリウス・クロディウス・プルケルによって、マルクス・トゥッリウス・キケロ邸宅を破壊した跡地に神殿が建てられた。  硬貨の裏面に立っている姿で描かれる場合、リーベルタースは、元奴隷に自由を与えることを象徴するピレウス帽を手に持っていた。また、奴隷解放の儀式で使用する杖を持っていた。 18世紀には、ピレウス帽から解放奴隷が身に着けていたフリギア帽に変わり、その後、マリアンヌなどが「自由の帽子」としてかぶるようになった。
リーベルタースは共和制ローマでは重要であったが、ローマ帝国によって重要視されなかった。 自由は生来の権利とはみなされず、ローマ法の下で一部の者に与えられたものとみなされた。  

## 近世以降

ウジェーヌ・ドラクロワ『民衆を導く自由の女神』

中世の共和国、主にイタリアでは、自由を非常に重んじていたが、直接的な擬人化はほとんどなかった。唯一の例外は、1547年にはロレンツィーノ・デ・メディチが従兄弟のフィレンツェ公アレッサンドロ・デ・メディチを暗殺したことを記念したメダルに鋳造したメダルには、ユリウス・カエサルの暗殺を描いた硬貨と同じように、短剣の間に自由の帽子が描かれていた。  自由の女神は紋章の本に描かれ、通常は帽子とともに描かれている。最も人気があったチェーザレ・リーパのイコノロジアでは、1611年版で帽子が棒に掲げられている。
ナショナリズムの台頭とともに、多くのナショナリストの擬人化には自由の要素が強く取り入れられ、自由の女神像がよく用いられた。スコットランドのジェームズ・トムソンによる長編詩『自由』（1734年）は、「英国の自由」とされる「自由の女神」が長い独白で語る形式で、1688年の名誉革命によって自由の女神の地位が確立されるまでの、古代世界、そしてイングランドとイギリスの歴史が描かれている。  トムソンは『ルール・ブリタニア』の歌詞も書き、これはよく擬人化された「イギリスの自由」として使用された。
かつては「イギリス自由の柱」と呼ばれ、現在では「自由への柱」と呼ばれる大きな記念碑は、1750年代にニューカッスルの邸宅に、莫大な資産を持つジョージ・ボウズ卿がホイッグ党の政治姿勢を反映して建設した。  急峻な丘の頂上に建てられた記念碑はロンドンのネルソン記念柱よりも高く、頂点部には金メッキされていたブロンズの女性像が、棒の上で自由の帽子を掲げている。 イギリスを擬人化した女神ブリタニアは1672年に初めて登場した。当初は盾を持っていたが、現在知られてい折る三叉槍は持たずに棒の上で帽子を掲げていた。
アメリカ独立戦争の直前、ブリタニアと自由が融合して擬人化された人物像は、アメリカの植民地の人々にとって魅力的であり、1770年からはアメリカの新聞の発行人欄に登場した。 戦争が始まると、ブリタニアの要素は消えたが、依然として自由が擬人化された人物像は人気があり、単に「アメリカ」と表記されることもあった。1790年代には、数十年にわたって文学作品に時折登場していた「コロンビア」が、この人物像の一般的な名前として登場した。この像の地位は人気歌曲「コロンビア万歳」（1798年）によって確固たるものとなった。
フランス革命の時期には、現代的なイメージが確立しており1792年からはマリアンヌと名付けられた。以前の像とは異なり、自由の帽子を頭にかぶるようになった。  1793年にパリのノートルダム大聖堂は「理性の神殿」に改められ、しばらくの間、複数の祭壇で聖母マリアに代わって自由の女神が置かれた。
フランスの国璽は、1792年からフリギア帽を被ったマリアンヌが描かれていたが、翌年ジャック＝ルイ・ダヴィッドによってヘラクレスに置き換えられた。ナポレオン時代の統領政府では、自由の女神が描かれていたが、その後ナポレオンの肖像に置き換えられた。1848年、フランス第二共和政の国章に自由の女神が復活した。 フランス第二帝政を経た後、1848年のデザインのバージョンがフランス第三共和政およびそれに続く共和国で現在まで使用されている。